# Queensrÿche
A Queensrÿche egy amerikai heavy metal / progresszív metal zenekar, amely 1981-ben Bellevue-ben alakult. Legnagyobb sikereiket az 1980-as évek végén és az 1990-es évek elején aratták Operation: Mindcrime és Empire című albumaikkal, melyek több millió példányban keltek el világszerte, és azóta a műfaj klasszikusainak számítanak. Összességében több mint 20 millió albumot adtak el, ebből 6 milliót az Egyesült Államokban.

## Történet
A Queensrÿche története az 1980-as évek elején kezdődött. Michael Wilton gitáros és Scott Rockenfield dobos az Iron Maiden és Judas Priest feldolgozásokat játszó Cross+Fire együttes tagjai voltak, amihez később csatlakozott Chris DeGarmo gitáros és Eddie Jackson basszusgitáros, majd a nevüket The Mobra változtatták. Az énekes nélküli csapatot többször Geoff Tate segítette ki, aki akkor a Babylon tagja volt. 1981-ben a The Mob demófelvételt készített és újra Geoff Tate-et hívták segítségül, aki a Babylon feloszlása után a Myth nevű együttesben énekelt. A demófelvétel után a The Mob megváltoztatta a nevét, a demón szereplő Queen of the Reich című dal nyomán Queensrÿche-ra. A négyszámos demóról lelkes kritikát közölt a brit Kerrang! magazin, és a felvétel iránti növekvő kereslet 1983-ban arra késztette a zenekart, hogy saját kiadásban megjelentessék az anyagot, mint a Queensrÿche első EP-jét. Az anyagon még erősen érződik az Iron Maiden, a Judas Priest és a Ronnie James Dio fémjelezte Black Sabbath hatása, ugyanakkor későbbi jellegzetességeik már itt is feltűntek. Az EP sikere nyomán Geoff Tate énekes úgy döntött, hogy kilép a Myth-ből és a Queensrÿche frontembere lesz. Ugyanebben az évben lemezszerződést írtak alá az EMI kiadóval, amely első lépésként nagyobb példányszámban újra kiadta a Queensrÿche EP-t. Az anyag a Billboard listáján a 81. helyre került. Az EP turnéjaként eljutottak Japánba is, pl. Tokióba 1984. augusztus 4-én és 5-én. A 4-ei koncertről később kiadtak egy VHS videókazettát is Live In Tokyo névvel. A turné a Twisted Sister, a Quiet Riot és Dio társaságában zajlott.
1984 szeptemberében Londonban rögzítették első nagylemezüket, a The Warningot. Producerük James Guthrie lett, aki dolgozott már a Pink Floyddal és a Judas Priesttel is. A lemez a Billboard lista 61. helyén nyitott. Kislemezként a címadót és a Take Hold of the Flame-et másolták ki róla. Ezt követően az Egyesült Államokban a KISS Animalize turnéján vendégeskedhettek. 1986-ban hírnevüket tovább növelte a Rage for Order album. A lemez már a 47. helyen nyitott a Billboard listáján. Videóklipet a Gonna Get Close to You című dalra forgattak. A zenekar eddigre elhagyta romantikus ruhadarabjait, mely a korai érában megjelenésük szerves részét képezte. Ekkoriban már a korszak egyik fő tényezőjét jelentették nemcsak a heavy/power metal vonalon, de a progresszív metal műfajban is, annak ellenére, hogy mindkét stílusmeghatározásból szélesen kilógtak. Nevezték őket intelligens vagy agyas-metalnak, meg a gondolkodó emberek metal zenekarának is. Egyszerre tudták elnyerni a kritikus zenesajtó és a kortárs zenekarok tiszteletét, valamint a tini rajongók jelentős részét, ami rendkívül ritka eset. Sajátos, újszerű arculatuk ekkorra már rég kiforrott, és új trendet indítottak el a 80-as évek végi metalban. Nélkülük valamennyire biztos más merre indult volna a Fates Warning, a Dream Theater, a Psychotic Waltz, a Lethal vagy a Crimson Glory. A lenyűgözött zenesajtó kikiáltotta őket a jövő metalbandájának.
A Rage for Order anyagát a Bon Jovi társaságában turnéztatták meg, mely nem volt túl szerencsés párosítás. 1987 végén láttak neki fő művüknek, már tekintélyes érdeklődéssel kísérve. Akkora sikert azonban senki nem várt, mint amit az 1988-ban kiadott Operation: Mindcrime elért. Az anyag ma már a metal történelem egyik csúcsalkotása, a stílus egyik legfontosabb klasszikusa. Az album egy nagyszabású konceptlemez, személyes és az amerikai társadalom problémáit egyaránt körbejáró történet. A történet főszereplője, Mary hangján Pamela Moore énekesnő szólal meg. A lemez hangzása más mint elődjéé, de csaknem olyan időtlen. A zenei rendező ezúttal Peter Collins sztárproducer volt, aki korábban Rush és Tygers of Pan Tang albumokkal szerzett hírnevet magának, később Alice Cooper és a Suicidal Tendencies mellett is dolgozott. Az epikus nagyzenekari részeknél pedig a neves amerikai zeneszerző Michael Kamen segédkezett. Az Operation: Mindcrime-ot sok kritikus nevezte az évszázad metal lemezének és a konceptalbumok/rockoperák terén olyan lemezekkel hozzák párhuzamba, mint a Pink Floyd-The Wallja, vagy a The Who-Tommyja. A rajongók nagy része is vele azonosítja a zenekart, és ezt az albumot tartja a legjobban sikerült művüknek. Ez a lemez hozta meg számukra az áttörést is, miután a Billboard lista 50. helyén nyitott, és még a megjelenés évében aranylemez lett az Egyesült Államokban. Az albumról kimásolt Eyes of a Stranger a 35., míg az I Don't Believe in Love a 41. lett a mainstream rock listán. Ezután a Metallica társaságában turnéztak.
1990 augusztusában került boltokba a következő nagylemez, az Empire. Az anyag irányváltozást jelez a korábbi munkákhoz viszonyítva. Egy hard rockosabb, mondhatni kommerszebb irányt vett fel a zene. A lemez a Billboard lista 7. helyén nyitott, és több kislemezre kimásolt dal is hatalmas sikereket ért el, köztük a Silent Lucidity első lett a mainstream rock listán. Az albummal a zenekar a legnagyobb sikereihez ért, és a korszak egyik vezető metal zenekara lett. Az albumból csak az Egyesült Államokban több mint 3 milliót adtak el. A kritikusok és az újabb rajongók egyaránt pozitívan fogadták a lemezt. A lemez kiadását követően nagyszabású, 18 hónapos turnéra indultak, főzenekarként. A körúton előadták a teljes Operation: Mindcrime lemezt, ennek anyagából készült az Operation: Livecrime koncertlemez. Ez VHS-en és később DVD-n is megjelent. A turné alkalmával felléptek az MTV Unplugged sorozatában is. 1991-ben részt vettek a Monsters of Rock turnén, ahol a Metallica és az AC/DC társaságában koncerteztek, többek között Magyarországon, Budapesten is felléptek.
Némi szünet után 1994-ben jelent meg a következő, Promised Land címre keresztelt nagylemez. Az album csakúgy mint elődje sikeres volt, a Billboard lista 3. helyén nyitott. Zenei téren az Empire által megkezdett utat vitték tovább. A grunge-korszak kellős közepén az ő zenéjükben is felfedezhető volt némi grunge és modern rock hatás, a jellegzetességeik megtartása mellett. A régi rajongók nagy részének azonban nem jött be a rockosodó/modern irányvonal így az 1990-es évek közepére rajongótáboruk leszűkült, és kevésbé sikeres korszak köszöntött be a zenekar pályáján. Újabb három évet kellett várni, míg 1997-ben kijött a Hear in the Now Frontier c. album. A lemez a Billboard lista 19. helyén nyitott, és nem érte el még az aranylemez státuszt sem. A turné után 1998-ban kilépett, a zenekar életében rendkívül fontos szerepet betöltő, Chris DeGarmo. Ő azóta repülőgép-pilótaként dolgozik kereskedelmi járatokon. Utódja Kelly Gray lett, aki nemcsak gitározott a zenekarban, de a produceri teendőket is ellátta. 1999-ben jelent meg a Q2K című album, melyet sokan tartanak a zenekar pályafutásának legkevésbé sikerült lemezének. A lemezt az Atlantic Records adta ki. 2000-ben a Virgin kiadó megjelentetett egy Greatest Hits válogatást. A lemez a Billboard lista 149. helyéig jutott.
A zenekar 2001-től átpártolt a Sanctuary kiadóhoz. Itt jelent meg a Live Evolution című koncertlemez, amin egy 2001. június 27-28-án Seattle-ben adott koncert hanganyaga hallható. 2003 tavaszán lehetett olyan híreket hallani, hogy DeGarmo visszatér, de az új gitáros Mike Stone lett. 2003 nyarán már vele készült el a Tribe c. album. A lemez nagyrészt pozitív kritikákban részesült. Ezt követően a Dream Theaterrel turnéztak Amerikában. A váltott főzenekaros turnén az 1980-as évek progresszív metaljának harmadik legendás alakja, a Fates Warning volt a speciális előzenekar. A körút hatalmas sikert aratott, Európába azonban nem jutott el. Az estéken előfordult, hogy a Dream Theater tagjaival együtt zenéltek a színpadon. Eljátszották többek közt a The Whotól a Won't Get Fooled Againt és a Pink Floydtól a Comfortably Numbot. A körútról CD és DVD is megjelent The Art of Live címmel. Ezt követően újabb turnék következtek Európában önállóan, Észak-Amerikában a Judas Priest vendégeként. A turné alkalmával Magyarországra is eljutottak, ahol 2004 nyarán a Summer Rocks fesztiválon léptek fel a Judas Priest előtt.
Ezután olyan pletykákról lehetett hallani, hogy a zenészek az Operation: Mindcrime folytatásán dolgoznak. A zenekar ettől korábban mindig is tartózkodott, de végül 18 év után tényleg megjelent a folytatás. A lemez 2006 március 31-én látott napvilágot a Rhino Entertainment gondozásában. Az Operation: Mindcrime II zeneileg az első rész továbbgondolása több klasszikus/rockoperás elemmel. A kritika és a rajongók is igen pozitívan fogadták a lemezt, de a többség szerint nem ér fel az elődjéhez. A történet itt is Amerika társadalmi problémáit feszegeti, egyben az első rész folytatása. A történetben ismét szerepet kapott a Pamela Moore énekesnő által megszemélyesített Mary. Az első részben nem hallható Dr. X figuráját pedig Ronnie James Dio testesíti meg. Az album sikeres lett, a Billboard lista 14. helyéig jutott. A lemez kiadását követően nagyszabású önálló turnéra indultak, ahol mindkét Operation: Mindcrime anyag történetét előadták a sztori szereplőivel egyetemben. A színház jellegű rockopera előadása esténként meghaladta a 3 órát. Ennek a turnénak a keretében ismét felléptek Magyarországon a Petőfi Csarnokban. A turnéról dupla CD és DVD is kiadásra került Mindcrime at the Moore címmel. Az anyagot a Seattle-i Moore Theatre-ben rögzítették 2006. október 13-14-15-én.
2007 augusztusában a Capitol Records egy újabb válogatást dobott piacra Sign of the Times: The Best of Queensrÿche címmel. 2007 novemberében Take Cover címmel egy feldolgozáslemez látott tőlük napvilágot. Az anyag a Billboard lista 173. helyén nyitott. Itt többek közt U2, Black Sabbath, Pink Floyd, Queen, The Police és Buffalo Springfield dalokat formáltak a saját képükre. 2009-ben Mike Stone gitáros kilépett a zenekarból, aki egyébként sosem volt a Queensryche hivatalos tagja, csupán bérzenészként dolgozott velük. Helyére nem vettek be új gitárost. 2009 tavaszára jelent meg a soron következő nagylemez American Soldier címmel. Az album egy konceptlemez, méghozzá az amerikai katonák életéről, érzelmeiről, a háborús borzalmakról. Geoff Tate apja a vietnámi háború idején volt katona, többek között innen jött az inspiráció. Az énekes a hadseregben szolgált emberekkel készített interjúkat az album előkészületei során, melyek töredékei hallhatóak a lemezen is. A lemez a Billboard lista 25. helyén nyitott.

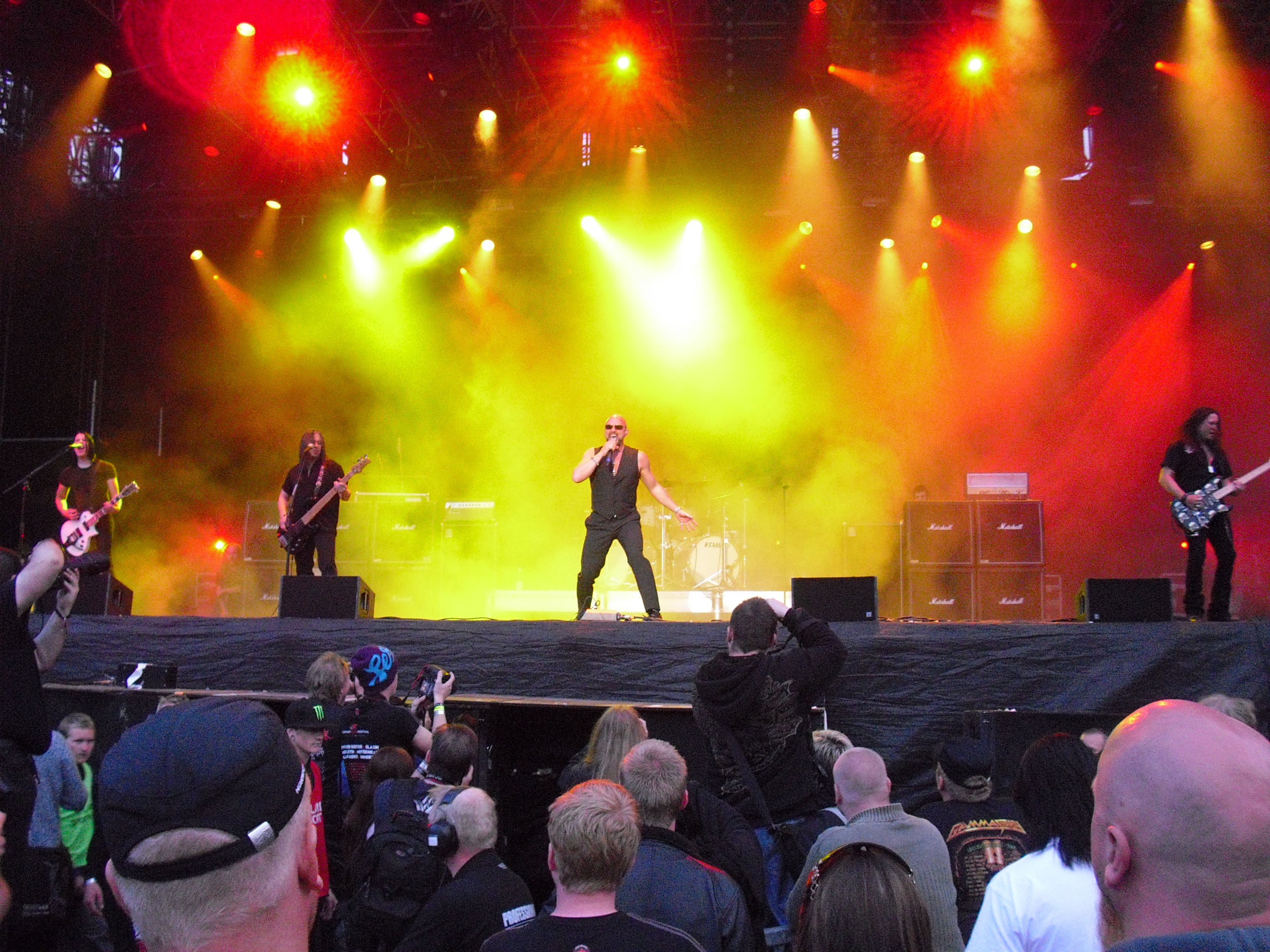
A Queensryche élőben a 2010-es Norway Rock Festival-on.

A turnén az új anyag mellett főként a Rage for Order album dalaira koncentráltak. 2009-ben Geoff Tate lányának férje, a fiatal Parker Lundgren, a Sledgeback nevű punk együttes volt tagja csatlakozott a Queensryche zenekarhoz gitárosként.
2009 végén és 2010 elején a koncertjeik alkalmával kabaré szerű előadásokat tartottak, színészekkel kiegészítve a műsort.
2010 novemberében Irakban léptek fel, a hadseregben szolgáló katonák számára. Ottlétük alatt bombatámadások érték a bázist, és olyan hírek kezdtek el terjedni, hogy az együttes tagjai is megsérültek. Később Geoff Tate énekes kihangsúlyozta az interjúk során, hogy egyikőjüket sem érte sérülés.
2010. augusztus 25-én a Roadrunner/Loud & Proud Records kiadóval kötöttek megállapodást, és 2011 tavaszán kísérletképpen lemezbemutató koncertet tartottak a készülő album dalaiból.
2011. március 28-án jelentették be, hogy a 11. albumukat Dedicated to Chaos címmel fogják kiadni. A Kelly Gray producelte lemez végül 2011. június 28-án jelent meg. Az album a Billboard 200 listáján csak a 70. helyre került, és mind kritikailag, mind kereskedelmileg bukásnak minősült. Geoff Tate még a megjelenés hónapjában kifejtette, hogy már a következő albumhoz írják a témákat.
2012 tavaszán kiéleződtek a személyes ellentétek Geoff Tate és a zenekar többi tagja között. Egy májusi, Sao Paulo-beli koncert előtt az együttes tagjai épp azt beszélték meg, hogy miképpen szabaduljanak meg az énekestől. Az incidenst Tate is hallotta az ajtó mögül, aminek az lett a következménye, hogy a koncert alatti beállás során fellökte Michael Wiltont, míg Scott Rockenfield dobost pedig késsel a kezében megfenyítette. Az eset nagy sajtóvisszhangot kapott, az együttes pedig bejelentette, hogy mindkét fél a saját dolgaira kíván koncentrálni az elkövetkezendő hónapokban. Tate egy szólólemezen kezdett el dolgozni, míg a többiek megalapítottak egy Rising West nevű formációt. A zenekar énekese Todd La Torre lett, aki a Crimson Glory frontembere is egyben. Tate akusztikus szólókoncertekkel folytatta karrierjét, míg a Rising West 2012. június 8-án és 9-én két telt házas koncertet adott a Seattleben lévő Hard Rock Caféban. Az előadásokon kizárólag az első öt Queensryche albumról hangzottak el szerzemények.
2012. június 11-én a Utah-beli West Valley Cityben, a Scorpions előtt lépett volna fel a Queensryche, de az együttes hangszeresei jelezték, hogy nem fognak fellépni, így Tate egyedül adott szólókoncertet. 2012. június 20-án a zenekar 31 évnyi közös zenélés után megvált karakteres hangú énekesétől Geoff Tate-től. Scott Rockenfield közleményben tudatta a rajongókkal, hogy "reménykedtünk abban, hogy közös megegyezésre jutunk, de végül mindenki számára az volt a legjobb megoldás, ha megválunk Geoff-tól annak érdekében, hogy pozitív irányba haladhassunk". Helyére Todd Le Torre került, aki a Rising Westben már zenélt együtt a zenekar hangszeres szekciójával.
A zenekar kölcsönöket vett fel, hogy kifizesse Geoffot, Scottnak pedig sokkal többet kellett dolgoznia, hogy kifizesse, mert nem volt dalszerzői jogdíja.  Végül abbahagyta a kommunikációt a bandával hosszú szakaszokra, és elkezdett véletlenszerűen megjelenni, és cuccokat lopni a próbatérből.  Amikor 2008-ban nem vállalta el a turnét, ami segített volna kifizetni a kölcsönt... dönteni kellett

## A zenekar tagjai

### Jelenlegi tagok
- Todd La Torre – ének (2012-napjainkig) (stúdió felvételeken dobok 2018-19)
- Michael Wilton – gitár (1981–napjainkig)
- Eddie Jackson – basszusgitár (1981–napjainkig
- Casey Grillo  - dobok (2020- napjainkig )
- Parker Lundgren - gitár (2009–napjainkig)

### Korábbi tagok
- Geoff Tate – ének, szintetizátor, szaxofon (1981–2012)
- Chris DeGarmo – szólógitár (1981–1998, 2003, 2007)
- Kelly Gray – gitár (1998–2001)
- Mike Stone - gitár (2002-2008)
- Scott Rockenfield dobok (1981-2018)

## Díjak
1991-ben az Empire albumon megjelent Silent Lucidity című dallal elnyerték az MTV Viewer's Choice-díját.

## Diszkográfia
- Queensrÿche EP (1983)
- The Warning (1984)
- Rage for Order (1986)
- Operation: Mindcrime (1988)
- Empire (1990)
- Promised Land (1994)
- Hear in the Now Frontier (1997)
- Q2K (1999)
- Tribe (2003)
- Operation: Mindcrime II (2006)
- Take Cover (2007)
- American Soldier (2009)
- Dedicated to Chaos (2011)
- Frequency Unknown (2013) (Geoff Tate- féle felállás)
- Queensrÿche (2013)
- Condition Hüman (2015)
- The Verdict (2019)
- Digital Noise Alliance (2022)

## Fordítás
- Ez a szócikk részben vagy egészben  a   Queensrÿche című angol Wikipédia-szócikk fordításán alapul.  Az eredeti cikk szerkesztőit annak laptörténete sorolja fel. Ez a jelzés csupán a megfogalmazás eredetét és a szerzői jogokat jelzi, nem szolgál a cikkben szereplő információk forrásmegjelöléseként.